# 러브 라이즈 블리딩
"러브 라이즈 블리딩"(영어: Love Lies Bleeding)은 2024년 개봉한 로맨틱 스릴러 영화이다. 로즈 글래스가 감독과 공동각본을 맡았다.

## 출연진

### 주연
- 크리스틴 스튜어트 - 루 역
- 케이티 오브라이언 - 잭키 역

### 조연
- 에드 해리스 - 루 아버지 역
- 데이브 프랭코 - JJ 역
- 제나 멀론 - 베스 역
- 안나 바리시니코프 - 데이지 역
- 키스 자딘 - 체스터 역
- 제리 G. 안젤로 - 마이키 역